# Eupithecia nigritaria
Eupithecia nigritaria är en fjärilsart som beskrevs av Otto Staudinger 1879. Eupithecia nigritaria ingår i släktet Eupithecia och familjen mätare. Inga underarter finns listade i Catalogue of Life.